# Saint-Rémy-du-Plain
Saint-Rémy-du-Plain é uma comuna francesa na região administrativa da Bretanha, no departamento Ille-et-Vilaine. Estende-se por uma área de 14,75 km². Em 2010 a comuna tinha 834 habitantes (densidade: 56,5 hab./km²).